# Korset på Srđ
Korset på Srđ (kroatiska: Križ na Srđu) är ett minnesmärke i Dubrovnik i Kroatien. Det föreställer ett kors och är ett minnesmärke för 1900-årsdagen för Jesu korsfästelse. Korset är beläget på berget Srđ och invigdes den 10 juni 1935. Det är ett av stadens landmärken och väl synligt från Gamla stan, i synnerhet nattetid då det är upplyst av strålkastare.

## Historik
Korset på Srđ tillkom på initiativ av Dubrovniks dåvarande romersk-katolske biskop Josip Marija Carević som ville uppföra ett minnesmärke på 1900-årsdagen för Jesu korsfästelse 1933. Av olika anledningar skulle arbetet komma att dra ut på tiden och det skulle invigas först två år efter tänkt datum. Även om flera formgivare var inblandade i dess utformande brukar den lokale konstnären Silvio Sponza tillskrivas dess slutgiltiga utseende. Minnesmärket tillverkades av vit marmor från Hvar.
Den 6 december 1991, under det kroatiska självständighetskriget och inledningen av stadens belägring, förstördes korset av serbisk och montenegrinsk granateld. Sedan de kroatiska försvarsstyrkorna efter några timmar intagit platsen lät de uppföra ett provisoriskt kors av trä. Det var en symbolisk handling för att visa Dubrovniks invånare att Srđ inte hade intagits av fiendestyrkorna och att staden ännu inte hade fallit.
Den 12 oktober 1997 återinvigdes det restaurerade minnemärket. Vid påven Johannes Paulus II besök i Kroatien 2003 välsignade han delar av det tidigare korset. Dessa delar byggdes sedan in i kyrkor och altare i Dubrovniks stift.

## Kultur
Varje år inför påsken och Dubrovnik-försvararnas dag (Dan dubrovačkih branitelja) arrangeras korsvägsandakter som kulminerar vid korset.